# Religia w Izraelu

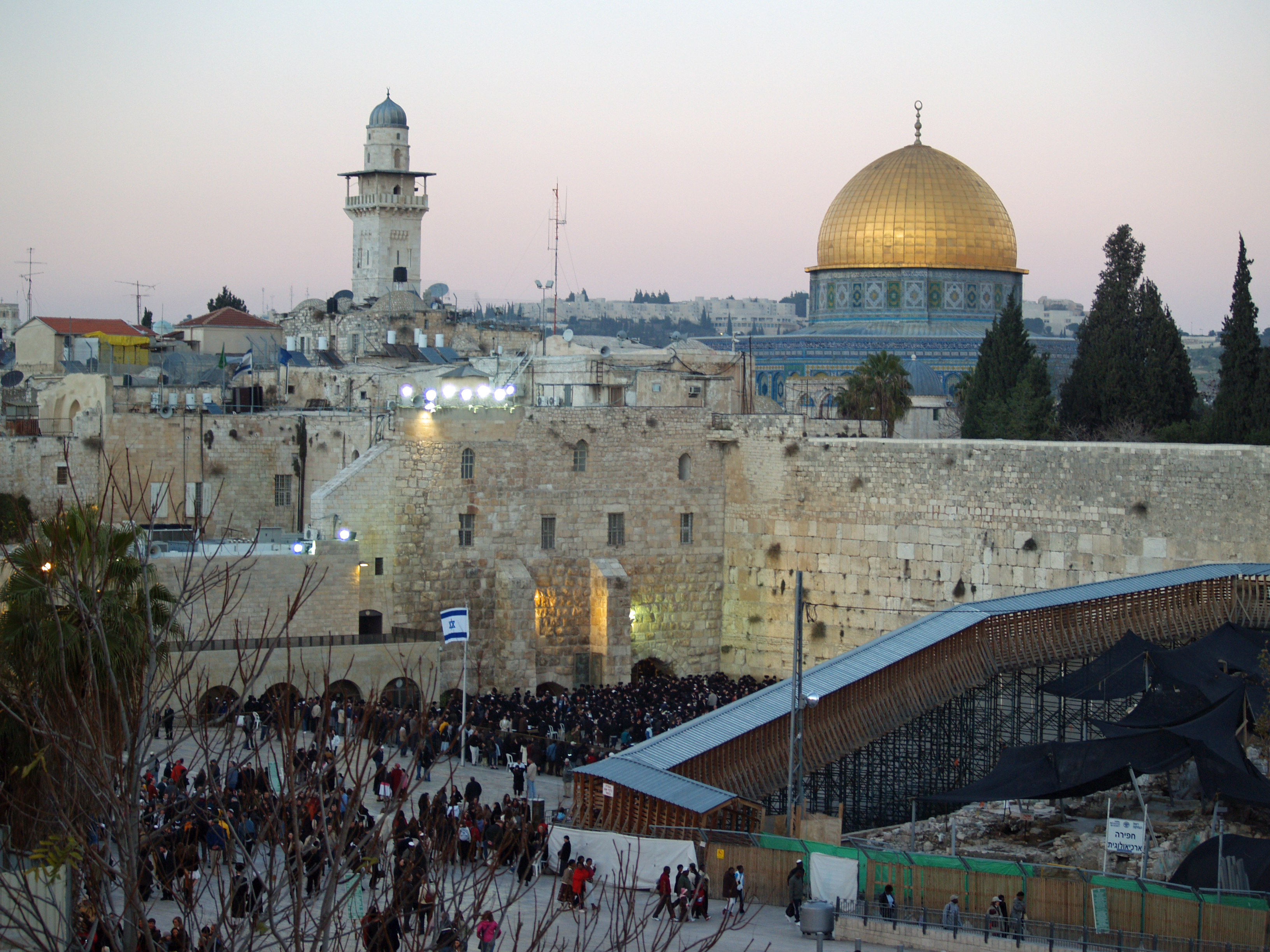
Jerozolima – Ściana Płaczu i Kopuła na Skale

Religia w Izraelu zajmuje centralne miejsce w państwie oraz odgrywa kluczową rolę w kształtowaniu izraelskiej kultury i stylu życia. Godnym podkreślenia jest fakt, że religia pełniła bardzo ważną rolę również w historii Izraela.
Izrael jest jedynym państwem na świecie, w którym większość obywateli jest Żydami. Według Centralnego Biura Statystyki Izraela we wrześniu 2013 na jego terenie mieszkało 75,3% Żydów (6,042 mln), 20,7% Arabów (1,658 mln) i 4,0% ludzi zakwalifikowanych jako „inni” (318 tys.), przy czym oznaczenie to odnosi się do niearabskich chrześcijan, członków innych religii oraz osób niesklasyfikowanych pod względem religijnym przez Ministerstwo Spraw Wewnętrznych. Według tej samej instytucji w kwietniu 2013 roku odsetek wyznawców religii kształtował się w sposób następujący: 75,4% – wyznawcy judaizmu, 17,3% – muzułmanie, 2% – chrześcijanie, 1,7% – druzowie, 3,6% – ludność niesklasyfikowana pod względem religijnym.

## Pozycja religii w systemie prawnym Izraela
Izrael nie ma spisanej konstytucji w formie jednego dokumentu. Częściowo funkcję konstytucji spełnia Ustawa Zasadnicza Izraela, która jest zbiorem podstawowych, najważniejszych ustaw, regulujących cały system prawny Izraela, tworząc tzw. blok konstytucyjny. Jedną z kluczowych ustaw wchodzących w skład Ustawy Zasadniczej Izraela jest Prawo Jerozolimy, przyjęte przez Kneset 30 lipca 1980. Reguluje ono m.in. sprawy związane z ochroną miejsc świętych wszystkich religii w Izraelu oraz gwarantuje prawa do korzystania z tych miejsc w stosunku do wszystkich grup religijnych. Pozostałe funkcje w zakresie określenia pozycji religii w państwie są domeną prawa zwyczajowego, które jest prawem opartym na precedensie. System prawa precedensowego rozwinął się poprzez orzecznictwo Sądu Najwyższego, które obejmuje ochroną – jako najważniejsze wartości izraelskiego systemu prawnego – wolności obywatelskie: wolność słowa, zgromadzeń i wyznania, a także równość. Izrael jest państwem wyznaniowym, a judaizm stanowi religię państwową. W państwie tym są ściśle przestrzegane starotestamentowe i talmudyczne prawa i przepisy dotyczące zasad żywienia w wojsku i instytucjach państwowych, a cywilne prawa osobiste (małżeństwo, rozwód) podlegają wyłącznie jurysdykcji sądów rabinackich i stosują się do żydowskiej tradycji. Nieżydzi podlegają odrębnym sądom religijnym. Nie można zawierać ślubów cywilnych. W szkołach państwowych naucza się religii.
Podstawy prawne funkcjonowania wspólnot wyznaniowych nieżydowskich są oparte na historycznych rozwiązaniach przyjętych przez byłą administrację imperium osmańskiego oraz brytyjską, jednakże z pewnymi (niejednokrotnie znacznymi) zmianami. Izraelskie prawo uznaje pięć religii, przy czym wszystkie one należą do grupy religii abrahamowych. Są to: judaizm, chrześcijaństwo, islam, druizm oraz bahaizm. Ponadto prawo formalnie uznaje 10 Kościołów chrześcijańskich: Kościół rzymskokatolicki, Kościół katolicki obrządku ormiańskiego, Kościół maronicki, grecki Kościół katolicki, Kościół katolicki obrządku syryjskiego, Kościół chaldejski, Kościół prawosławny (tradycji greckiej), Syryjski Kościół Ortodoksyjny, Apostolski Kościół Ormiański i Kościół anglikański. Członkowie pozostałych religii również mają zagwarantowaną wolność ich praktykowania.

### Religia a obowiązkowa służba wojskowa
Zgodnie z obowiązującym prawem co do zasady każdy Żyd, który ukończył 18 lat jest zobligowany do odbycia służby wojskowej. Trwa ona 3 lata w przypadku mężczyzn. Kobiety służą krócej – 21 miesięcy. Poborowymi są także druzowie. Obowiązkowa służba wojskowa nie dotyczy natomiast ortodoksyjnych Żydów, a także muzułmańskich i chrześcijańskich Arabów, którzy są obywatelami Izraela.

## Religijne samookreślenie się obywateli państwa Izrael

### Żydzi
W świetle wyników przeprowadzonego w 2009 roku sondażu społecznego „Przestrzeganie żydowskiej tradycji i zmiany w religijności żydowskiej populacji w Izraelu” 8% izraelskich Żydów określało się jako haredi, dodatkowe 12% jako osoby „religijne”, 13% – jako „religijni tradycjonaliści”, 25% – jako „niereligijni tradycjonaliści” (nie stosujący się w sposób ścisły do żydowskiego prawa lub halachi), a 42% jako osoby „świeckie” (hebr. חִלּוֹנִי, hiloni).
Według raportu Guttman Center, opublikowanego przez Israel Democracy Institute (z siedzibą w Jerozolimie) Haredi (żydzi ultraortodoksyjni) stanowią 7%, „Żydzi religijni” – 15%, „tradycjonaliści” – 32%, „świeccy” – 43%, a osoby „antyreligijne świeckie” – 3% populacji żydowskiej w Izraelu. W tym samym raporcie uwzględniono wyniki dotyczące badania przestrzegania tradycji przez społeczność żydowską w Izraelu: 14% wskazało, że przestrzega tradycji żydowskich „drobiazgowo”, 26% – przestrzega ich w „dużym stopniu”, 46% – „w pewnym stopniu”, a 16% – „wcale”.
Wyniki przeprowadzonego w 2009 roku badania „Zwyczaje, obrzędy i wartości wśród izraelskich Żydów” pokazały, że 80% izraelskich Żydów wierzy w Boga, a 46% określa się jako osoby świeckie. Jednocześnie aż 70% uważa, że Żydzi są narodem wybranym, co wskazuje na szczególny związek łączący ich z Bogiem.

### Arabscy mieszkańcy Izraela
Wśród arabskich mieszkańców Izraela (ich zdecydowana większość to Palestyńczycy) dominującą religią jest islam – w 2012 roku 82% z nich deklarowało się jako muzułmanie (włączając Beduinów). Pozostałe grupy religijne to chrześcijanie (ok. 10%) i druzowie (ok. 8%).

## Relatywna wielkość społeczności religijnych w Izraelu
(w tysiącach)
| Rok  | Druzowie | Chrześcijanie | Muzułmanie | Żydzi   | Razem   |
| ---- | -------- | ------------- | ---------- | ------- | ------- |
| 1949 | 14,5     | 34            | 111,5      | 1 013,9 | 1 173,9 |
| 1960 | 23,3     | 49,6          | 166,3      | 1 911,3 | 2 150,4 |
| 1970 | 35,9     | 75,5          | 328,6      | 2 582   | 3 022,1 |
| 1980 | 50,7     | 89,9          | 498,3      | 3 282,7 | 3 921,7 |
| 1990 | 82,6     | 114,7         | 677,7      | 3 946,7 | 4 821,7 |
| 2000 | 103,8    | 135,1         | 970        | 4 955,4 | 6 369,3 |
| 2009 | 125,3    | 151,7         | 1 286,5    | 5 703,7 | 7 552   |
| 2011 | 129,8    | 155,1         | 1 354,3    | 5 907,5 | 7 836,6 |

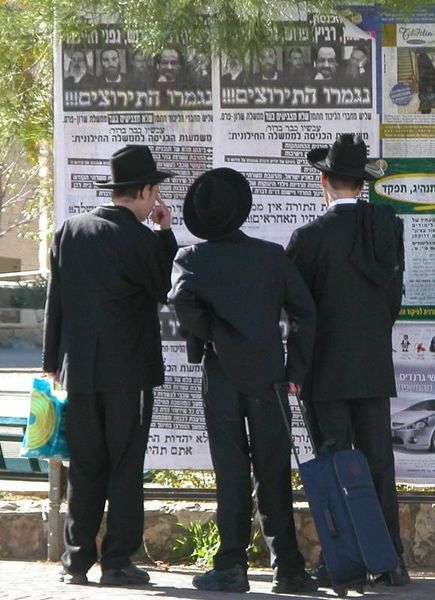
Żydzi ultraortodoksyjni (haredi)

W spisie ludności z 2011 niearabscy chrześcijanie, których liczbę ocenia się na 25 tys., zostali zaklasyfikowani jako „Żydzi i inni”.

## Judaizm w Izraelu
Większość obywateli Izraela jest Żydami, którzy w przeważającej większości praktykują (w jakiejkolwiek formie) judaizm. W czasie dwóch ostatnich wieków największa na świecie społeczność żydowska zamieszkiwała Stany Zjednoczone. W tym czasie uległa ona podziałowi na szereg denominacji. Największe i najbardziej wpływowe z nich to judaizm ortodoksyjny, judaizm reformowany i judaizm konserwatywny (nurt pośredni między judaizmem ortodoksyjnym i reformowanym). Wszystkie wymienione wyżej nurty judaizmu istnieją także, w różnym zakresie, w państwie Izrael, jednak mieszkańcy Izraela zazwyczaj dokonują klasyfikacji tożsamości (przynależności) żydowskiej w sposób, który znacząco odbiega od tego, który jest praktykowany przez amerykańskich Żydów.

### Judaizm haredi
Dużą grupę religijną (nurt religijny) w Izraelu stanowią Żydzi praktykujący judaizm haredi (hebr. „Ci, którzy boją się Boga”, l.mn. haredim), który poza Izraelem, szczególnie w Stanach Zjednoczonych, jest nazywany judaizmem ultraortodoksyjnym. Mimo iż za oceanem ten nurt cieszy się znikomą popularnością, w Izraelu stanowi liczącą się mniejszość. Ocenia się, że członkowie tego odłamu judaizmu stanowią nawet około 10% (wartości procentowe różnią się i oscylują w przedziale 7–10%) ludności tego państwa (ok. 800 tys.) oraz około 13,4% całej społeczności żydowskiej w Izraelu, przy czym ich udział procentowy w populacji Izraela ma wyraźną tendencję wzrostową. Jego członków cechuje odrzucenie wielu wartości i osiągnięć epoki współczesnej, czego symbolem jest charakterystyczny ubiór (mężczyźni noszą czarne garnitury, białe koszule i kapelusze z okrągłym rondem; zapuszczają brody i pejsy) oraz posługiwanie się wyłącznie językiem jidysz. Haredi ściśle przestrzegają prawa żydowskiego – pisanego i mówionego – w formie, jaką nadali mu średniowieczni komentatorzy. Zamieszkują w wyizolowanych kwartałach izraelskich miast, a ich kontakty ze światem zewnętrznym są ograniczone. Bardzo dużo czasu poświęcają na modlitwę oraz studia nad Torą. Centralnym punktem ich życia jest rodzina, nierzadko bardzo liczna. Świadomie rezygnują z wielu zdobyczy współczesnej techniki – telewizji, Internetu, wielu nowinek technicznych. Ocenia się, że mniej niż 10% mieszkających w Izraelu haredi w ogóle ogląda telewizję, przy czym ci, którzy oglądają robią to zazwyczaj poza domem i bardzo krótko. Społeczności haredi wykształciły własny, odrębny system gospodarczy, system edukacyjny, służbę zdrowia, instytucje opieki społecznej, jak również specyficzne, odrębne organizacje pożyczkowe, które są skłonne pożyczyć niemal wszystko – od pieniędzy po przedmioty domowego użytku (gemach). W Izraelu haredi są zwolnieni ze służby wojskowej, choć ten, jak również inne wyjątki, którymi jest objęta ta społeczność, są przedmiotem kontrowersji i nieustających debat politycznych. W ostatnich latach podjęto próby uchwalenia ustaw zmniejszających bądź likwidujących przywileje haredi.
Judaizm ortodoksyjny, a ściślej mówiąc szerokie spektrum jego odłamów, obejmuje w Izraelu znacznie większą część żydowskiej populacji niż to ma miejsce w przypadku społeczności żydowskiej mieszkającej za granicą (diaspora). Sprawą dyskusyjną jest jak duża jest ta różnica. Istnieją różne sposoby określania wielkości procentowej Żydów ortodoksyjnych, przy czym każdy z nich ma wady i zalety. Jednym z nich jest liczba przedstawicieli tego nurtu wśród członków Knesetu (około 25 na 120), innym – udział żydowskich dzieci uczęszczających do szkół religijnych, jeszcze innym – sondaże i różnego rodzaju badania i opracowania naukowe skupiające się na badaniu religijności i tożsamości mieszkańców Izraela.

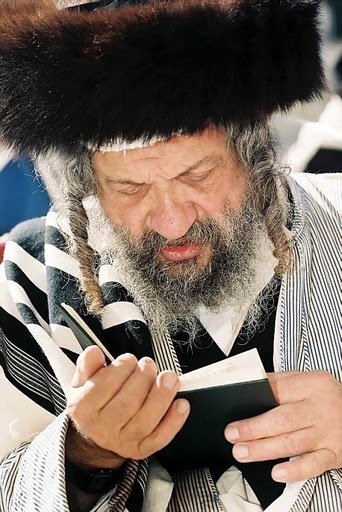
Chasydzki rebe, Wielki Rabin Szymon Nosson Nata Biderman z Lelowa-Jerozolimy, modlący się pod Ścianą Płaczu, październik 2011

To, co jest nazywane w diasporze (m.in. w Stanach Zjednoczonych) jako „ortodoksyjne” w Izraelu określane jest terminem dati („religijny”) lub haredi („ultraortodoksyjny”). Drugi z wymienionych terminów zawiera w sobie to, co jest nazywane religijnym syjonizmem lub określane mianem „narodowo-religijnego” (także „nowoczesna ortodoksja” w terminologii stosowanej w Stanach Zjednoczonych) oraz to, co było przez poprzednie dekady określane jako hardal (haredi-leumi, tzn. „ultraortodoksyjny nacjonalista”), na które to określenie składa się połączenie stylu życia prowadzonego przez członka społeczności haredi z nacjonalistyczną (tzn. prosyjonistyczną) ideologią.
Termin haredi stosuje się do szerokiej warstwy izraelskiego społeczeństwa, którą można z grubsza podzielić na trzy główne oddzielne części składowe (grupy), przy czym liniami tego podziału są zarówno kwestie etniczne, jak i ideologiczne:
- „litewscy” (tzn. nie chasydzi) haredim pochodzenia aszkenazyjskiego (tzn. niemieckiego – europejskiego)
- chasydzcy haredim pochodzenia aszkenazyjskiego (w większości pochodzący z Europy Wschodniej[24])
- sefardyjscy (w tym mizrachijscy) haredim[24] – część sefardyjczyków, czyli ludności żydowskiej zamieszkującej niegdyś obszar Półwyspu Iberyjskiego, posługującej się dialektami judeo-romańskimi, wygnanej z Hiszpanii (1492) i Portugalii (1497)[25], która osiedliła się we Włoszech, Holandii, w Maghrebie, na Bałkanach, Bliskim Wschodzie i w Ameryce Południowej, a następnie wyemigrowała do państwa Izrael.

Trzecia z wymienionych grup posiada największa polityczną reprezentację w izraelskim parlamencie (Knesecie) i jest najbardziej aktywna politycznie, począwszy do wczesnych lat 90. XX wieku. Reprezentowana jest przede wszystkim przez członków partii Szas, założonej w 1984 roku. W wyborach parlamentarnych w 2013 roku członkowie tego ugrupowania zdobyli 11 (na 120) miejsc w Knesecie.
Ważną, choć mniej liczną grupę judaizmu haredi stanowią Żydzi zrzeszeni w Neturei Karta (aram.: נטורי קרתא – „Strażnicy Miasta”) – ultraortodoksyjnym ruchu żydowskim odrzucającym syjonizm, założonym w 1938 roku w Jerozolimie.

## Islam w Izraelu

### Rys historyczny

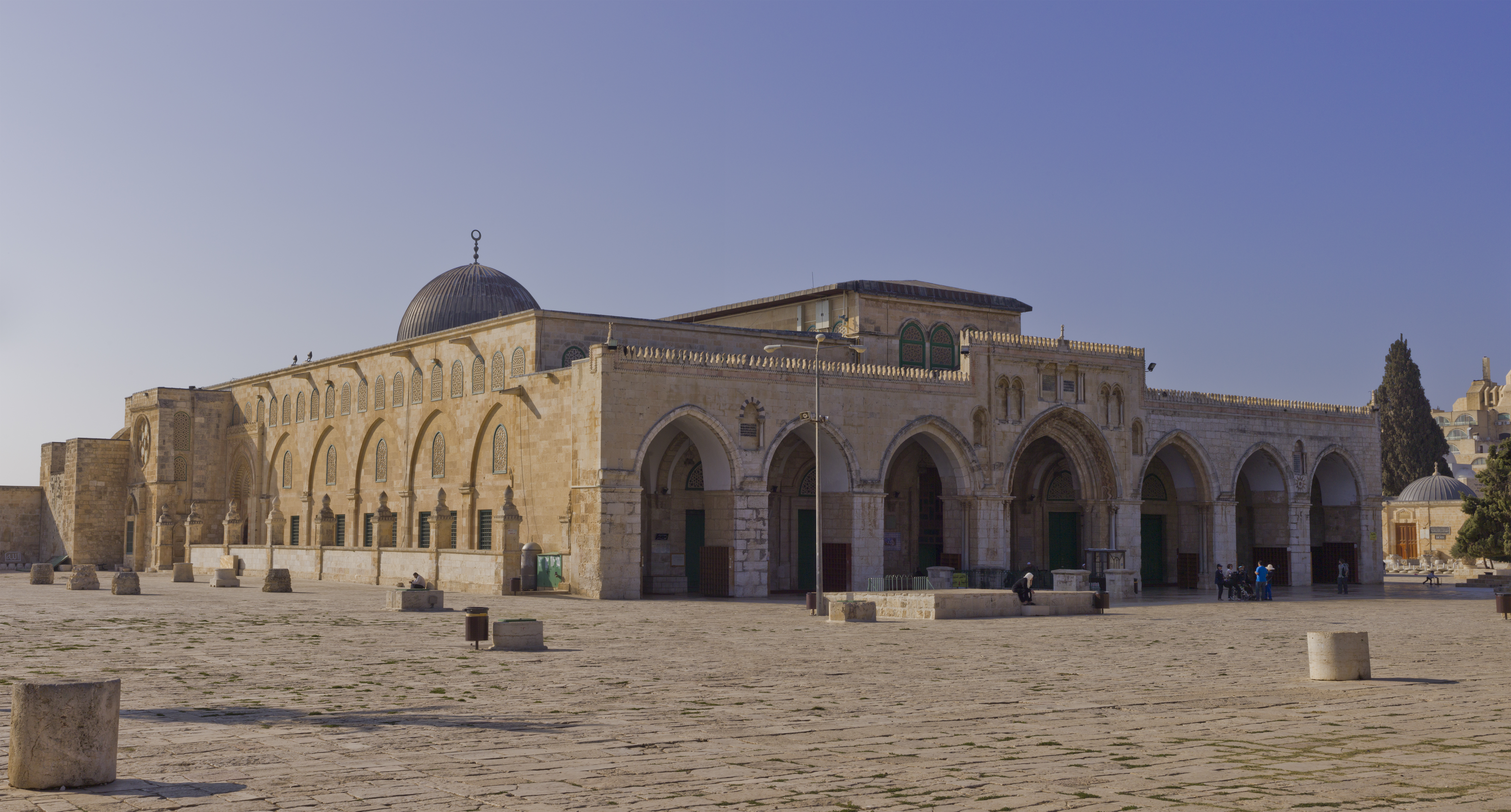
Meczet Al-Aksa w Jerozolimie

Jerozolima jest miastem o doniosłym znaczeniu dla muzułmanów. Znajduje się w niej trzecie (po meczetach w Mekce i Medynie) najświętsze miejsce islamu – Al-Haram as-Sharif (Wzgórze Świątynne). Wynika to z faktu, że w Koranie znajduje się opis Świątyni Jerozolimskiej, przy czym jej budowniczy – królowie Izraela Dawid i Salomon – są przez tę księgę uznawani za proroków. Muzułmanie wierzą, iż Mahomet przybył na Wzgórze Świątynne w cudowny sposób, na podarowanym mu przez archanioła Dżibrila (tak muzułmanie określają archanioła Gabriela) rumaku o twarzy kobiety. Miał on odbyć nocną podróż z Mekki do „najdalszego meczetu” (obecnie w miejscu tym znajduje się meczet Al-Aksa), aby stąd wstąpić do nieba (arab. al-mi’rāğ) ze skały wówczas tam się znajdującej. Towarzyszył mu w tym akcie archanioł Dżibril. O tym nadprzyrodzonym wydarzeniu mówi XVII sura Koranu: „Chwała Temu, który przeniósł Swojego sługę nocą z Meczetu świętego do meczetu dalekiego”. Z wydarzeniem i miejscem, w którym się odbyło związana jest nazwa jednego z najważniejszych muzułmańskich sanktuariów – Kopuły na Skale, która nie jest typowym meczetem – pełni natomiast funkcję osłony dla świętej skały.

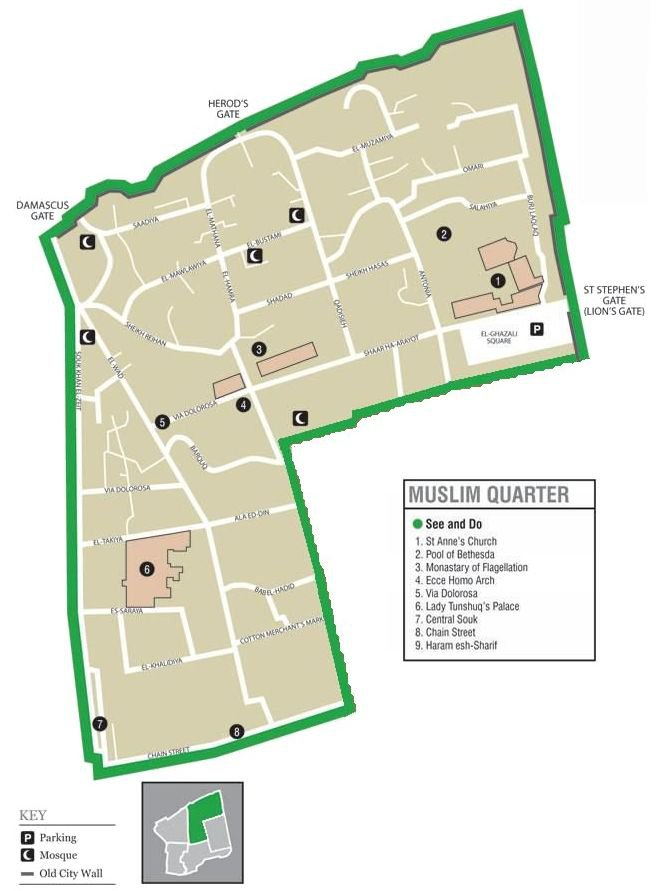
Mapka poglądowa przedstawiająca Dzielnicę Muzułmańską w Jerozolimie

Początki panowania muzułmanów w Jerozolimie sięgają I poł. VIII wieku. W kwietniu 637 roku zdobyli oni to miasto po trwającym ponad pół roku oblężeniu. Wojskami obrońców kierował Sofroniusz I. Gdy upewnił się on, że cesarz bizantyński nie wyruszy z odsieczą, poddał miasto. Ogłosił jednak, że otworzy jego bramy tylko przed samym kalifem Umarem. Tak też się stało. Akt kapitulacji chronił miasto i jego mieszkańców. w myśl jego postanowień kalif podkreślił, iż „zapewnia bezpieczeństwo każdej osobie i jej majątkowi – ich kościołom, krzyżom, chorym i zdrowym, wszystkim ludziom ich wiary”. Obiecał także nie niszczyć świątyń, nie zmuszać mieszkańców Jerozolimy do porzucenia swej wiary i nie czynić i nic złego. Zapisy aktu kapitulacji były przestrzegane. Po wizycie w Sanktuarium Zmartwychwstania i bazylice Nea (Nowy Kościół św. Maryi, Matki Boga), Umar i jego świta udali się na Wzgórze Świątynne. Miejsce to było wówczas bardzo zaniedbane, gdyż po ustąpieniu Persów, w odwecie za wsparcie ich armii przez Żydów, chrześcijanie urządzili tu wysypisko. Umar widząc to, wziął w swój płaszcz trochę odpadków po czym rzucił je w kierunku doliny Gehenny. W ten sposób symbolicznie rozpoczął budowę meczetu, który wkrótce stanął na wzgórzu. Była to budowla drewniana mogąca pomieścić trzy tysiące wiernych. U podnóża Wzgórza Świątynnego powstała niewielka dzielnica arabska. Muzułmanie pozwolili również na osiedlanie się w Jerozolimie Żydów, dla których przeznaczyli teren przy wzgórzu Ofel.
Przez kilka dziesięcioleci nic się nie zmieniło. Dopiero po dojściu do władzy założyciela dynastii Umajjadów Mu’awiji ibn Abiego Sufjana (panował w latach 661–680), zmianie uległo podejście do Jerozolimy, którą muzułmanie zaczęli traktować jako kolejne, obok Mekki i Medyny, święte miejsce islamu. Jeden z następców Mu’awiji – Abd al-Malik ibn Marwan (685-705) odrestaurował mury obronne u podnóża południowej części Wzgórza Świątynnego, ufundował okazałą siedzibę namiestnika Umajjadów, a na samym wzgórzu doprowadził do wzniesienia Kopuły na Skale (685-691) oraz znacznie rozbudował i przebudował, używając do tego celu dużo trwalszych materiałów (pierwotna konstrukcja była drewniana), meczet Al-Aksa. Budowę tej świątyni zakończył syn Abd al-Malika – Al-Walid I (705-715), który w ciągu niecałego roku doprowadził do zakończenia prac budowlanych.
Zdecydowaną większość muzułmanów w Izraelu stanowią arabscy sunnici. Od 1516 do 1917 roku, panowanie praktykujących sunnizm Turków osmańskich rozciągało się na terenach obejmujących swym obszarem m.in. obecny Izrael. Ich władanie wzmocniło i zapewniło centralne miejsce islamu jako religii dominującej w regionie. Wydarzenia, które miały miejsce na początku XX wieku – podbój Palestyny przez Brytyjczyków w 1917 roku, a następnie wydanie Deklaracji Balfoura – przyczyniły się do zwiększenia żydowskiej imigracji i pobudziły osadnictwo żydowskie na terenie Palestyny. Napływ żydowskich osadników, którzy przybywali z całej Europy, prowadził z każdą dekadą do przeważenia szali na rzecz judaizmu jako głównej religii w Izraelu. Mimo tego Brytyjczycy przekazali symboliczny islamski zarząd nad tym obszarem Haszymitom z Jordanii, nie zaś Saudom. Haszymici stali się tym samym oficjalnymi strażnikami miejsc świętych w Jerozolimie i na obszarach znajdujących się w pobliżu. Ich zarząd był widoczny szczególnie w czasie gdy Jordania okupowała Zachodni Brzeg Jordanu (1948-1967).

## Chrześcijaństwo w Izraelu
Zgodnie z przekazami historycznymi (informacjami pochodzącymi zarówno z Biblii, jak i innych źródeł) Jezus żył i nauczał na terenie Judei – górzystej krainy geograficznej, położonej w historycznej środkowej części Izraela. Został ukrzyżowany na szczycie góry zwanej Golgotą (gr. Γολγοθᾶ – Golgota, aram. גלגלתא – Gulgalta, w tłum. łac. Calvaria, co znaczy „czaszka”), położonej nieopodal Jerozolimy. Według tradycji jego grób znajduje się na terenie bazyliki Grobu Świętego w Jerozolimie. Wszystkie wymienione powyżej fakty świadczą o wielkim znaczeniu Ziemi Świętej, która jest celem pielgrzymek chrześcijan z całego świata. Różne odłamy chrześcijaństwa utrzymują instytucje zajmujące się opieką nad miejscami kultu położonymi na terenie Izraela i Autonomii Palestyńskiej. Z ramienia Kościoła katolickiego franciszkanie, należący do prowincji nazywanej Kustodią Ziemi Świętej, są oficjalnymi stróżami Miejsc Świętych, związanych z wydarzeniami opisanymi w Nowym Testamencie.

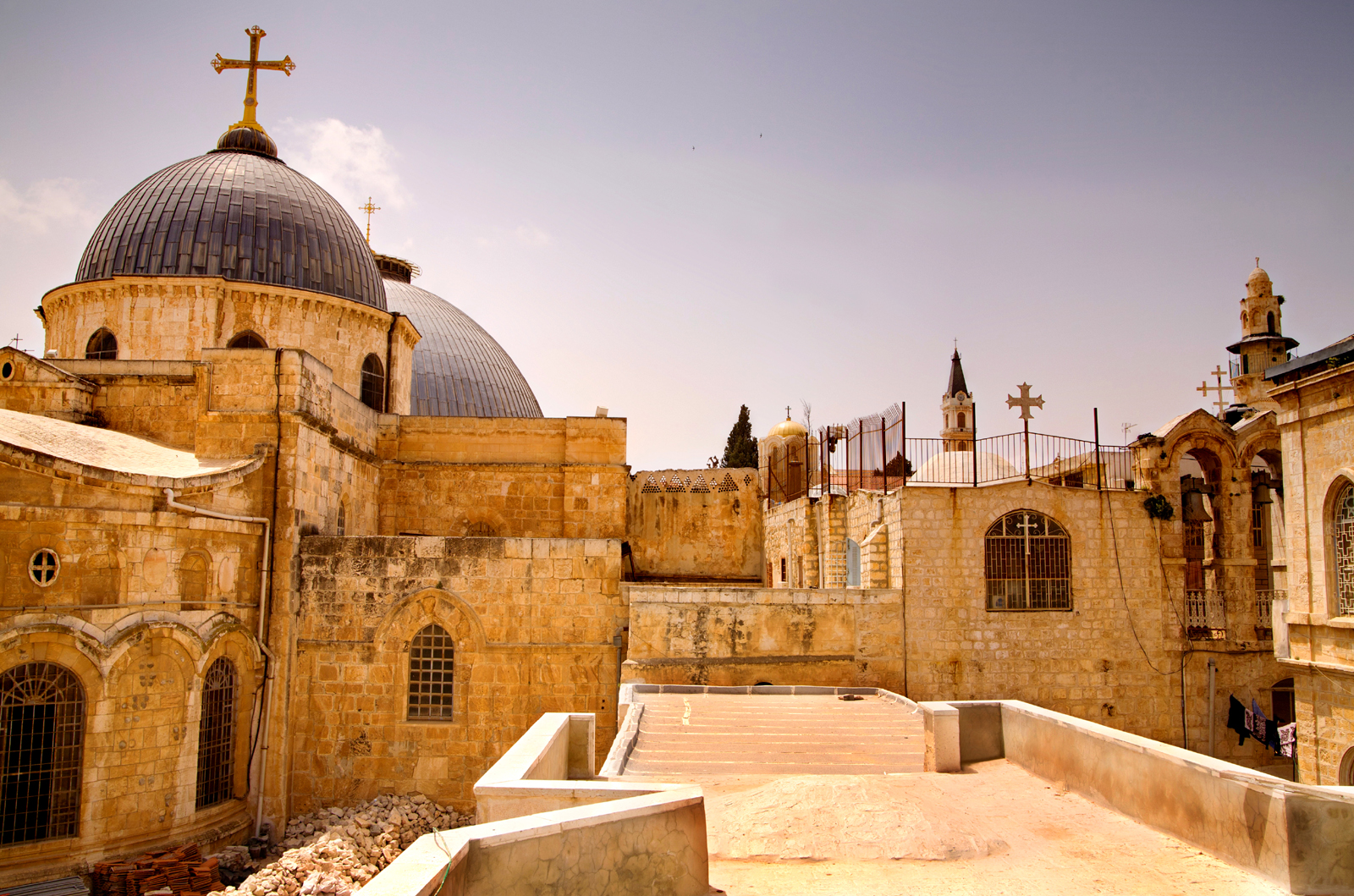
Kopuły bazyliki Grobu Świętego w Jerozolimie

Mimo tego, że wiele miejsc położonych na terenie Izraela jest ściśle związanych z początkami chrześcijaństwa, obecnie bardzo niewielu chrześcijan zamieszkuje na terenie Izraela, szczególnie w porównaniu do wielkości populacji muzułmańskiej i żydowskiej. Głównym powodem było wyparcie chrześcijan przez muzułmanów z niemal całego Bliskiego Wschodu. Drugim powodem był bardzo duży napływ ludności żydowskiej na tereny biblijnej Judei. Przemieszczenia się ludności miały bezpośredni związek z powstaniem politycznego i społecznego ruchu syjonistycznego, który dążył do stworzenia żydowskiej siedziby narodowej na terenie Palestyny i ostatecznie doprowadził do powstania państwa Izrael. Jeszcze na początku XX wieku chrześcijanie (różnych Kościołów) w Palestynie stanowili 10% ogółu ludności. Obecnie jest ich około 2%. Część z nich (ok. 50 tys.) zamieszkuje na terytoriach kontrolowanych przez władze Autonomii Palestyńskiej (w Strefie Gazy oraz na części obszarów położonych na terenie Zachodniego Brzegu Jordanu – z głównymi ośrodkami chrześcijańskimi w Ramallah oraz Betlejem).
Większość chrześcijan mieszkających na stałe w Izraelu jest Arabami (z czego większość to palestyńscy chrześcijanie). Inną, znaczącą grupę stanowią ludzie pochodzący z innych państw, którzy przyjechali tu, aby pracować (także jako wolontariusze) – przede wszystkim w kościołach i klasztorach, które mają bardzo długą historię.
W grudniu 2012 w Izraelu mieszkało 158 tys. chrześcijan, co stanowiło ok. 2% ludności tego państwa. 80,6% z nich było Arabami. Warto jednak dodać, że od kilkudziesięciu lat następuje ciągły spadek procentowego udziału palestyńskich chrześcijan w całości populacji arabskiej (a także w populacji państwa Izrael). Przykładowo pomiędzy 1949 a 1998 rokiem odsetek chrześcijan-Arabów zamieszkujących Izrael spadł z 21% (1949) do 10% (1998). Jednym z powodów takiego stanu rzeczy jest znacznie mniejszy przyrost naturalny w rodzinach chrześcijańskich. Przykładowo w 2011 statystycznie na jedną chrześcijankę przypadało 2,2 dziecka, co stanowiło najniższy współczynnik dzietności wśród wszystkich grup religijnych w Izraelu (w tym samym czasie na muzułmankę przypadło statystycznie 3,5 dziecka, na kobietę praktykująca judaizm – 3 dzieci, a na członkinię społeczności druzyjskiej – 2,3 dzieci). Nie jest to oczywiście jedyna przyczyna spadku procentowego udziału społeczności chrześcijańskiej w Izraelu. Do pozostałych powodów należy zaliczyć masowe wysiedlenia chrześcijan w 1948 oraz prześladowania tej grupy religijnej, które mają miejsce przede wszystkim na terenach należących do Autonomii Palestyńskiej. W samym Izraelu także zdarzają się ataki na chrześcijan, które nie należą do rzadkości.
Chrześcijańscy Arabowie to jedna z najlepiej wykształconych grup etnicznych w Izraelu. Badacze oceniają, że odnosi ona największe sukcesy w izraelskim systemie edukacji. Do podobnych wniosków doszli urzędnicy z izraelskiego Centralnego Biura Statystyki, którzy zauważyli, że biorąc pod uwagę dane zarejestrowane przez lata, chrześcijańscy Arabowie wypadają najlepiej pod względem wykształcenia w porównaniu z jakąkolwiek inną grupą kształcącą się w Izraelu. Arabscy chrześcijanie przodują pod względem spełniania formalnych wymogów umożliwiających podjęcie studiów wyższych. Przykładowo w 2011 roku około 56% arabskich chrześcijan w porównaniu z 50% żydowskich uczniów, 36% druzów i 34% muzułmanów otrzymało świadectwo maturalne, które spełniało podstawowe wymagania izraelskich uniwersytetów. W Izraelu znajduje się około 30 chrześcijańskich szkół. Należą one do czołówki w kraju pod względem wyników edukacyjnych, w tym przygotowania do matury. W 2005 roku trzy z pięciu izraelskich szkół, które osiągnęły najlepsze wyniki z egzaminów maturalnych, były chrześcijańskie. Wiele z nich oferuje stypendia uczniom o niskim pochodzeniu społeczno-ekonomicznym. Nierzadko uczęszczają do nich także uczniowie muzułmańscy.
W 2012 roku 71% populacji arabskich chrześcijan (wśród których zdecydowaną większość stanowią palestyńscy chrześcijanie) zamieszkiwało na terenie dystryktu północnego (co stanowiło około 7% ludności tej jednostki samorządowej), 13% – w dystrykcie Hajfy (około 2,5% ludności dystryktu), a jedynie 9.5% na terenie Jerozolimy i okolic. Największe społeczności palestyńskich chrześcijan mieszkają w Nazarecie (22,4 tys.), Hajfie (14,4 tys.), Jerozolimie (11,7 tys.) i Szefaram (9,4 tys.). W tym ostatnim mieście odsetek arabskich chrześcijan stanowi znaczącą mniejszość (około 25% całej populacji).
Rozmieszczenie populacji niearabskich chrześcijan jest bardziej równomierne: 38,6% z nich mieszka w Tel Awiwie oraz dystrykcie centralnym, 34,7% – na terenie dystryktu północnego i dystryktu Hajfy, 14% – w dystrykcie południowym, a 11,6% w dystrykcie Jerozolimy. Społeczność niearabskich chrześcijan mieszka przede wszystkim w trzech dużych miastach: w Hajfie (3,4 tys.), Jerozolimie (3 tys.) oraz Tel-Awif-Jafie (2,9 tys.).

### Stosunki pomiędzy poszczególnymi wspólnotami chrześcijańskimi
Ważnym terminem odnoszącym się do stosunków pomiędzy poszczególnymi wspólnotami chrześcijańskimi na terenie Izraela i Autonomii Palestyńskiej jest „Status Quo” („Statu Quo”). Określenie to zakłada utrzymanie niezmienionego stanu rzeczy dotyczącego własności i praw posiadanych przez każde z wyznań w poszczególnych sanktuariach, sposobu i warunków wypełniania obrzędów i liturgii wewnątrz bazyliki Grobu Świętego, bazyliki Bożego Narodzenia w Betlejem i kościoła Grobu Najświętszej Marii Panny w Jerozolimie. Zasady określające przedmiot własności miejsc świętych, a mówiąc dokładniej, przestrzeni wewnątrz sanktuariów chrześcijańskich, zostały ustanowione 8 lutego 1852 na mocy edyktu, ogłoszonego przez sułtana Abdülmecida I. Od tego czasu są przestrzegane, co nie oznacza, że nie zdarzają się incydenty związane z naruszeniem umowy w powyższej kwestii.

## Szczególna pozycja Jerozolimy jako świętego miejsca trzech wielkich religii monoteistycznych

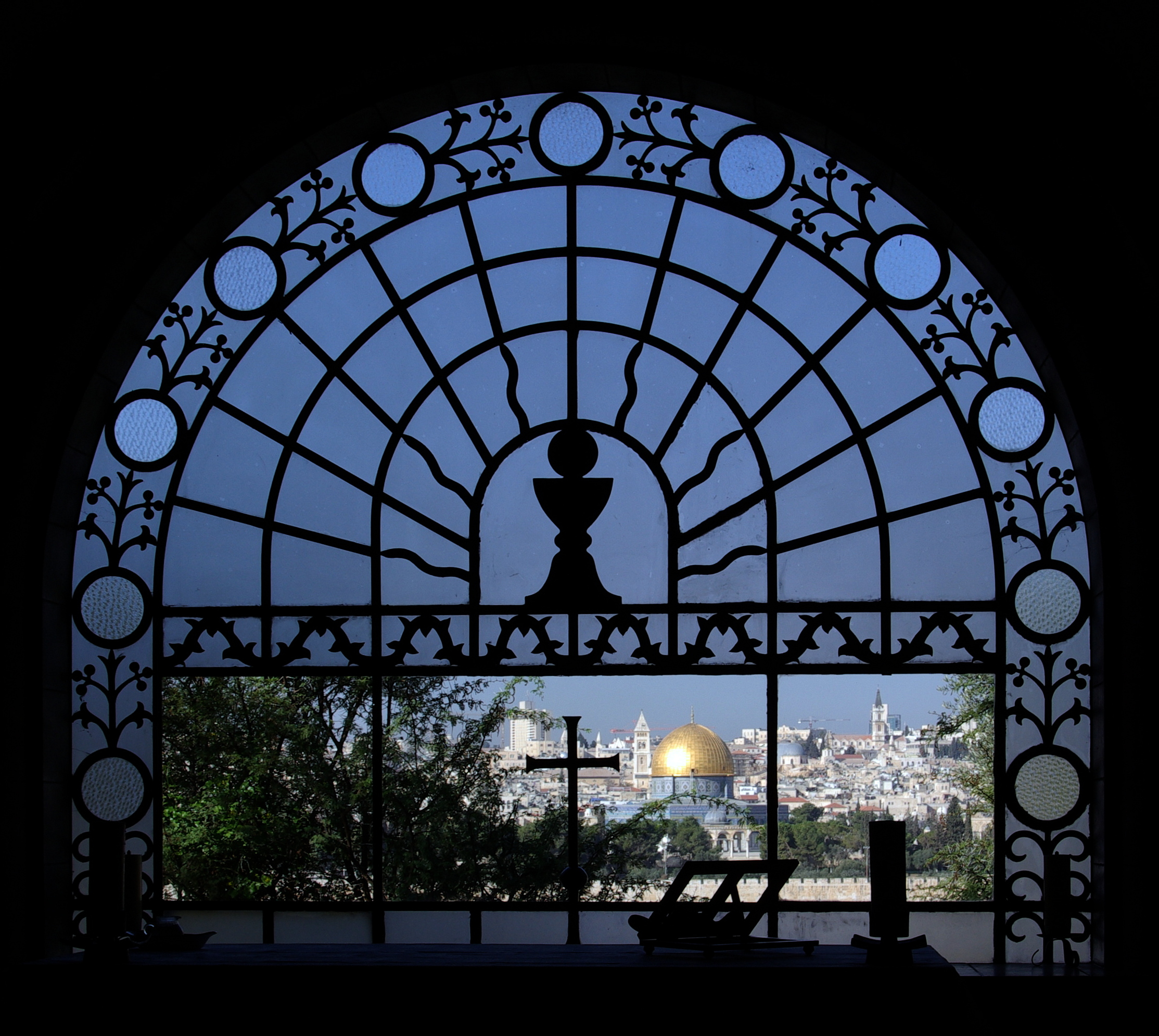
Jerozolima – widok z katolickiej kaplicy Dominus flevit na Wzgórze Świątynne, będące świętym miejscem trzech religii monoteistycznych

Jerozolima jest świętym miastem trzech religii monoteistycznych: judaizmu, chrześcijaństwa i islamu. Rocznik statystyczny Jerozolimy z 2000 roku podaje, iż na terenie miasta znajdowały się wówczas 1204 synagogi, 158 kościołów oraz 73 meczety. Pomimo wysiłków zmierzających do utrzymania pokojowej koegzystencji różnych religii i wyznań, na terenie niektórych miejsc, takich jak Wzgórze Świątynne, dochodzi do napięć; są one również źródłem nieporozumień i konfliktów.
O szczególnej pozycji Jerozolimy świadczą między innymi zapisy rezolucji Zgromadzenia Ogólnego ONZ nr 181 z 29 listopada 1947 roku, która zakładała utworzenie w obszarze miast Jerozolimy i Betlejem specjalnego obszaru pozostającego pod międzynarodową ochroną, administrowanego przez Organizację Narodów Zjednoczonych. Jednym z jej głównych punktów było ustanowienie Jerozolimy jako „corpus separatum” – odrębnego ciała zarządzanego w myśl zapisów odrębnego prawa. Oznaczało to de facto, iż ONZ wydzieliła to miasto od reszty świata, ustanawiając dlań szczególne przepisy prawne. Takie zachowanie ONZ wynikało ze szczególnego charakteru tego miasta, które od setek lat stanowi miejsce o szczególnym znaczeniu dla wyznawców trzech religii. Jakkolwiek rezolucja, która została uchwalona przez Zgromadzenie Ogólne ONZ większością 2/3 głosów, została odrzucona przez społeczność arabską stanowiącą wówczas większość, część jej zapisów dotyczących Jerozolimy została uwzględniona w Prawie Jerozolimy, uchwalonym po ponad 30 latach – 30 lipca 1980 roku – przez Kneset. Ponadto jej zapisy wskazujące na to, iż Jerozolima powinna być stolicą zarówno Izraela, jak i Palestyny cieszą się dziś powszechnym poparciem większości członków ONZ, co znalazło odzwierciedlenie w rezolucji uchwalonej przez Zgromadzenie Ogólne ONZ w grudniu 2012 roku. 4 kwietnia 1950 roku Rada Powiernicza ONZ uchwaliła Statut dla miasta Jerozolimy, w myśl którego miasto to stanowi odtąd „corpus separatum” (pol. ciało odrębne) zarządzane przez ONZ w ramach specjalnego międzynarodowego systemu prawnego. Preambuła Statutu dla miasta Jerozolimy wskazuje, iż jednym z nadrzędnych celów tego aktu prawnego jest ochrona unikalnych duchowych i religijnych miejsc trzech wielkich religii monoteistycznych o zasięgu ogólnoświatowym: chrześcijaństwa, judaizmu i islamu, jak również zapewnienie porządku i pokoju, w szczególności pokoju religijnego. Przepisy prawne tego dokumentu w dużej mierze pokrywają się z przepisami rezolucji Zgromadzenia Ogólnego ONZ nr 181 dotyczącymi Jerozolimy.
W świetle postanowień rezolucji Zgromadzenia Ogólnego ONZ nr 181, której oficjalna nazwa brzmi Plan Podziału z Gospodarczą Unią, „miasto Jerozolima jest określone jako <<corpus separatum>> pozostającym pod specjalnym międzynarodowym nadzorem i administracją Narodów Zjednoczonych. Do wypełnienia obowiązków Władzy Administracyjnej w imieniu Narodów Zjednoczonych, zostaje powołana Rada Powiernicza.” Ponadto zakładała ona, iż: „Władze administracyjne w wykonywaniu swoich obowiązków administracyjnych powinny realizować następujące szczególne cele: Chronić i zachować unikalne duchowe i religijne interesy zlokalizowanych na terenie miasta trzech wielkich światowych religii monoteistycznych, Chrześcijańskiej, Żydowskiej i Muzułmańskiej, w celu zapewnienia porządku i spokoju, a szczególnie pokoju religijnego w Jerozolimie; Zacieśnić współpracę między wszystkimi mieszkańcami miasta, w interesie własnym, jak również w celu promowania i wspierania pokojowego rozwoju wzajemnych stosunków między dwoma narodami w całej Ziemi Świętej, aby promować bezpieczeństwo, dobrobyt i każdy konstruktywny środek rozwoju mieszkańców ze szczególnym uwzględnieniem okoliczności i zwyczajów różnych narodów i wspólnot.” W myśl innych zapisów rezolucji: „Nie wolno żadnymi środkami utrudniać lub zakłócać uroczystości religijnych lub działalności organizacji pożytku publicznego wszystkich wyznań lub dyskryminować przedstawicieli lub członków tych organów ze względu na jego religię lub narodowość, z zastrzeżeniem wymogów utrzymania porządku publicznego i moralności. (...) Obowiązujące Prawa Świętych Miejsc odnoszące się do Miejsc Świętych i budynków sakralnych lub terenów nie mogą być ograniczone lub zabronione. Powinien być zapewniony bezpłatny dostęp do Miejsc Świętych i religijnych budynków lub miejsc, wraz z gwarancją swobodnego praktykowania kultu zgodnie z obowiązującymi prawami i stosownie do wymagań porządku publicznego i dobrych obyczajów. Miejsca Święte i religijne budynki lub miejsca będą zachowane. Nie jest dozwolony żaden akt, który mógłby naruszyć ich sakralny charakter. Jeśli Gubernator w dowolnym momencie uzna, że jakieś konkretne Święte Miejsce, budynek religijny lub miejsce wymaga pilnej naprawy, Gubernator może wezwać wspólnotę lub wspólnoty do przeprowadzenia takiej naprawy. Jeśli nie zostaną podjęte działania w rozsądnym terminie, Gubernator może ją zrealizować na koszt gminy lub gmin zainteresowanych.”